# Colin Macfarquhar

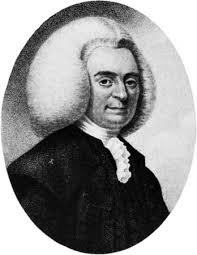
Colin Macfarquhar

Colin Macfarquhar (1745 - 2 de Abril de 1793) foi um livreiro escocês e impressor. Ele é mais conhecido por ter sido co-fundador da Encyclopædia Britannica, com Andrew Bell.
6 de dezembro de 1768, a Encyclopedia Britannica iniciou a publicação de sua primeira edição impressa — também chamada de “parte I”. A ideia foi concebida por Colin Macfarquhar e Andrew Bell. O primeiro volume foi finalizado em Edimburgo, na Escócia, no ano de 1771.
O escritor George Bernard Shaw declarou ter lido toda a 9ª edição da Encyclopedia Britannica, com exceção dos artigos científicos. Já Richard Evelyn Byrd utilizou a Britannica como fonte de leitura durante sua permanência de cinco meses no Polo Sul, em 1934.